# Barrosasaurus
Barrosasaurus („ještěr z lokality Sierra Barrosa“) byl rod titanosaurního sauropodního dinosaura, žijícího v období svrchní křídy (stupeň kampán, asi před 84 až 72 miliony let) na území dnešní Argentiny.

## Objev a popis
Materiál sestává pouze ze tří dorzálních obratlů, nekompletně zachovaných. Byly objeveny v souvrství Anacleto v provincii Neuquén a popsány paleontology Leonardem Salgadem a Rodolfem Coriou v roce 2009. Typovým druhem je B. casamiquelai. Přesné rozměry nejsou známé, tento sauropod ale mohl dosahovat hmotnosti přibližně 15 tun.